# Cloncurry
Cloncurry är en ort i Australien. Den ligger i kommunen Cloncurry och delstaten Queensland, omkring 1 500 kilometer nordväst om delstatshuvudstaden Brisbane.
Trakten runt Cloncurry är nära nog obefolkad, med mindre än två invånare per kvadratkilometer.. 
Omgivningarna runt Cloncurry är i huvudsak ett öppet busklandskap. Genomsnittlig årsnederbörd är 458 millimeter. Den regnigaste månaden är februari, med i genomsnitt 126 mm nederbörd, och den torraste är augusti, med 1 mm nederbörd.